# 1911 en mathématiques
| Années des mathématiques : 1908 - 1909 - 1910 - 1911 - 1912 - 1913 - 1914    |
| Décennies des mathématiques : 1880 - 1890 - 1900 - 1910 - 1920 - 1930 - 1940 |

Cet article présente les faits marquants de l'année 1911 en science.

## Naissances
- 19 janvier : Garrett Birkhoff (mort en 1996), mathématicien américain.
- 28 janvier : Robert Schatten (mort en 1977), mathématicien américano-polonais.
- 3 février : Francis Joseph Murray (mort en 1996), mathématicien américain.
- 10 février : Mstislav Keldych (mort en 1978), mathématicien soviétique.
- 4 avril : Carl B. Allendoerfer (mort en 1974), mathématicien américain.
- 24 avril : Irene Sänger-Bredt (morte en 1983), mathématicienne et physicienne allemande.
- 29 avril : Dov Tamari (mort en 2006), mathématicien allemand, puis israélien.
- 7 mai :
  - Raymond Lyttleton (mort en 1995), mathématicien britannique.
  - Theodor Schneider (mort en 1988), mathématicien allemand.

- 22 mai : Anatol Rapoport (mort en 2007), psychologue et mathématicien américain d'origine russe.
- 29 mai : George Szekeres (mort en 2005), mathématicien australo-hongrois.
- 26 juin : Ernst Witt (mort en 1991), mathématicien allemand.
- 28 août : Shizuo Kakutani (mort en 2004), mathématicien nippo-américain.
- 26 octobre : Shiing-Shen Chern (mort en 2004), mathématicien chinois naturalisé américain.
- 31 octobre : Carlo Cattaneo (mort en 1979), mathématicien et physicien italien.
- 2 novembre : Raphael Robinson (mort en 1995), mathématicien américain.
- 3 novembre : Otto Schilling (mort en 1973), mathématicien germano-américain.
- 11 novembre : Caleb Gattegno (mort en 1988), mathématicien et pédagogue d'origine égyptienne.
- 16 novembre : Edward Kofler (mort en 2007), mathématicien polonais-suisse.
- 28 décembre : Gustave Malécot (mort en 1998), mathématicien français.

## Décès
- 2 février : Charles Méray (né en 1835), mathématicien français.
- 10 juillet : Pierre Émile Levasseur (né en 1828), historien, économiste, géographe et statisticien français.
- 10 avril : Sam Loyd (né en 1841), mathématicien et compositeur de casse-tête numériques et logiques américain.
- 20 juillet : Hermann Schubert (né en 1848), mathématicien allemand.